# Dawn French
Dawn Roma French (Holyhead, 11 de Outubro de 1957) é uma a(c)triz e comediante de televisão britânica, nascida no País de Gales.
É mais conhecida pelos seus papéis nas séries de comédia French & Saunders e A Vigária de Dibley, transmitidas em Portugal pela RTP 2.
Deu voz à personagem Mrs. Beaver em The Chronicles of Narnia: The Lion, the Witch and the Wardrobe, de 2005 e em Harry Potter and the Prisoner of Azkaban, representa a personagem Dama Gorda.

## Trabalhos

### Televisão
- The Comic Strip (1981)
- The Young Ones (1982-1984)
- Five Go Mad in Dorset (1982)
- Five Go Mad on Mescaline (1983)
- Girls On Top (1985-1986)
- French and Saunders (1988)
- Murder Most Horrid (1991-1999)
- Absolutely Fabulous (1992)
- The Legends of Treasure Island (1993-1995)
- The Vicar of Dibley (1994-2007)
- Sex & Chocolate (1997)
- Let Them Eat Cake (1999)
- Ted and Alice (2002)
- Wild West (2002-2004)
- Marple: Sleeping Murder (2005)
- Jam and Jerusalem (2006, 2008)
- Dawn French's Girls Who Do Comedy (2006)
- Little Britain Abroad (2006)
- Marple (2006)
- High Table (2007)
- The Meaning of Life (2007)
- Dawn French's Boys Who Do Comedy (2007)
- Lark Rise to Candleford (2008)

### Teatro
- Me and Mamie O'Rourke
- When I Was a Girl I Used to Scream and Shout
- All Souls' Night, Lyric Theatre
- Swan Lake (1996)
- Then Again (1997)
- Side By Side (1997)
- A Midsummer Night's Dream (2001)
- My Brilliant Divorce (2003)
- Smaller (2005)
- La fille du régiment (2007)
- Still Alive (2008) French and Saunders ao vivo

### Cinema
- Eat the Rich (1987)
- David Copperfield (1999)
- Maybe Baby (2000)
- Harry Potter and the Prisoner of Azkaban (2004)
- The Chronicles of Narnia: The Lion, the Witch and the Wardrobe (2005)
- Coraline (2009)